# Canning City
Koordinaten: 32° 1′ S, 115° 56′ O

Die City of Canning ist ein lokales Verwaltungsgebiet (LGA) im australischen Bundesstaat Western Australia. Canning gehört zur Metropole Perth, der Hauptstadt von Western Australia. Das Gebiet ist 65 km² groß und hat etwa 90.000 Einwohner (2016).
Canning hat seinen Namen von der Lage am Canning River, dem südlichen Zufluss des Swan River, und befindet sich etwa acht bis 25 Kilometer südöstlich des Stadtzentrums von Perth entfernt. Der Sitz des City Councils ist im Stadtteil Cannington, wo etwa 6000 Einwohner leben (2016).

## Verwaltung
Der Canning Council hat zehn Mitglieder. Die Mitglieder werden von den Bewohnern der vier Wards (je drei aus Bannister, Beeliar und Mason Ward, einer aus dem Nicholson Ward) gewählt. Aus dem Kreis der Councillor rekrutiert sich auch der Ratsvorsitzende und Mayor (Bürgermeister) der City.